# 脱氧核糖核苷酸

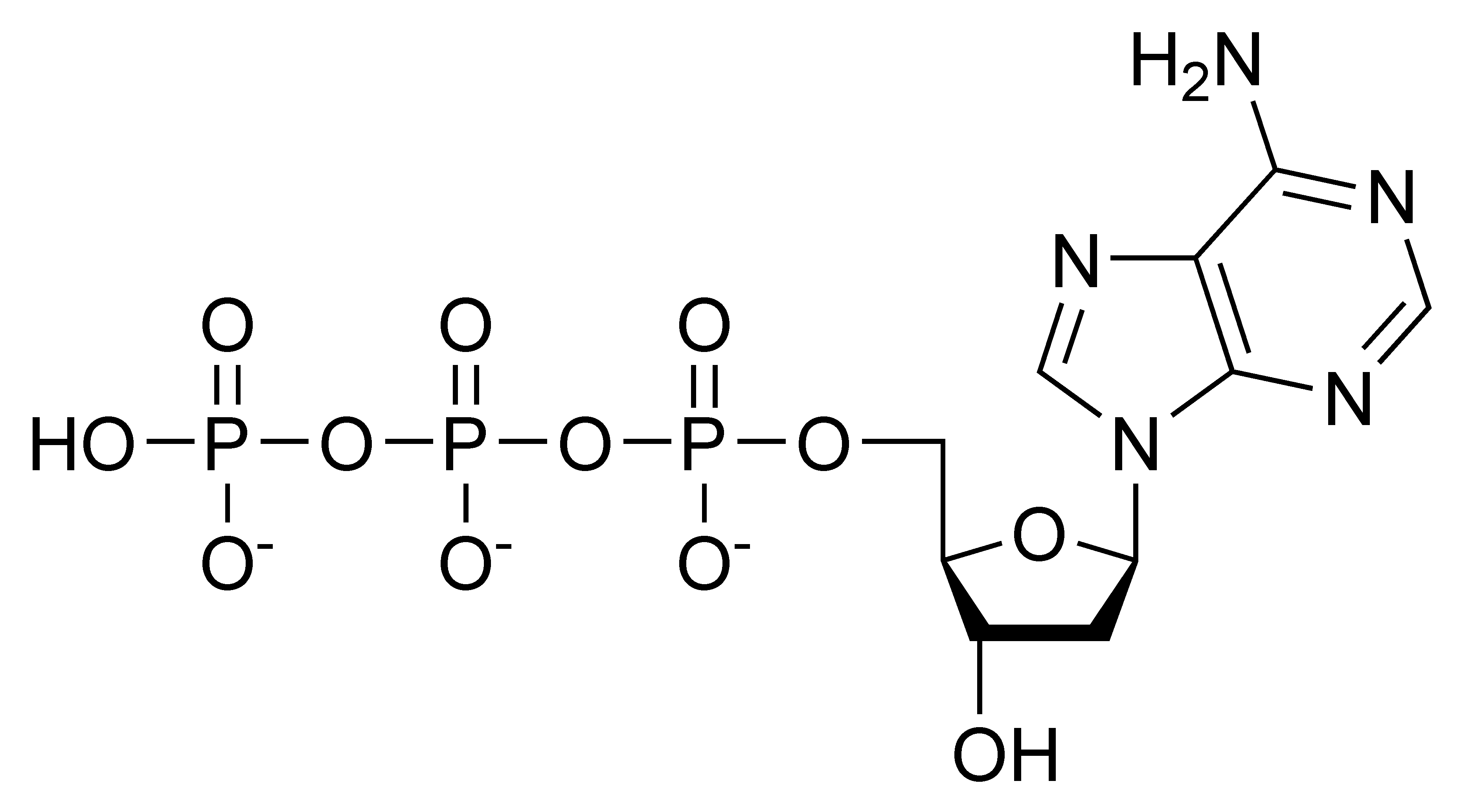
脫氧腺苷三磷酸（dATP）的结构

去氧核糖核苷酸（英語：deoxyribonucleotide）是脱氧核糖核酸（DNA）的小分子单体。每个脱氧核糖核苷酸包括三个部分：一个碱基、一个脱氧核糖和一个磷酸基团。含氮鹼基与脱氧核糖的1'号位碳原子结合，磷酸基团与脱氧核糖的4'号位碳原子结合，脱氧核糖的2'号位碳原子链接的是H原子而不是-OH 。
当脱氧核糖核苷酸聚合成DNA时，磷酸基团会与另一个脱氧核糖核苷酸的脱氧核糖的3'号位碳原子结合，通过酯化反应组成磷酸二酯键。新的核苷酸通常都是加到上一个核苷酸的3'号碳原子上，因此DNA合成的方向是从5'到3'端。